# Allgemeiner Deutscher Fahrrad-Club

Allgemeiner Deutscher Fahrrad-Club (ADFC) är en intresseorganisation och förening för cyklister i Tyskland, grundad 1979 i Bremen. Organisationen är medlem av Europeiska cyklistförbundet. ADFC har omkring 185 000 medlemmar och regionala avdelningar i Tysklands samtliga 16 förbundsländer samt ett stort antal lokalavdelningar. Organisationen har formellt sitt säte i Bremen, men idag bedrivs huvuddelen av verksamheten på nationell nivå från förbundskansliet på Mohrenstrasse 69 i stadsdelen Mitte i Berlin.

## Verksamhet

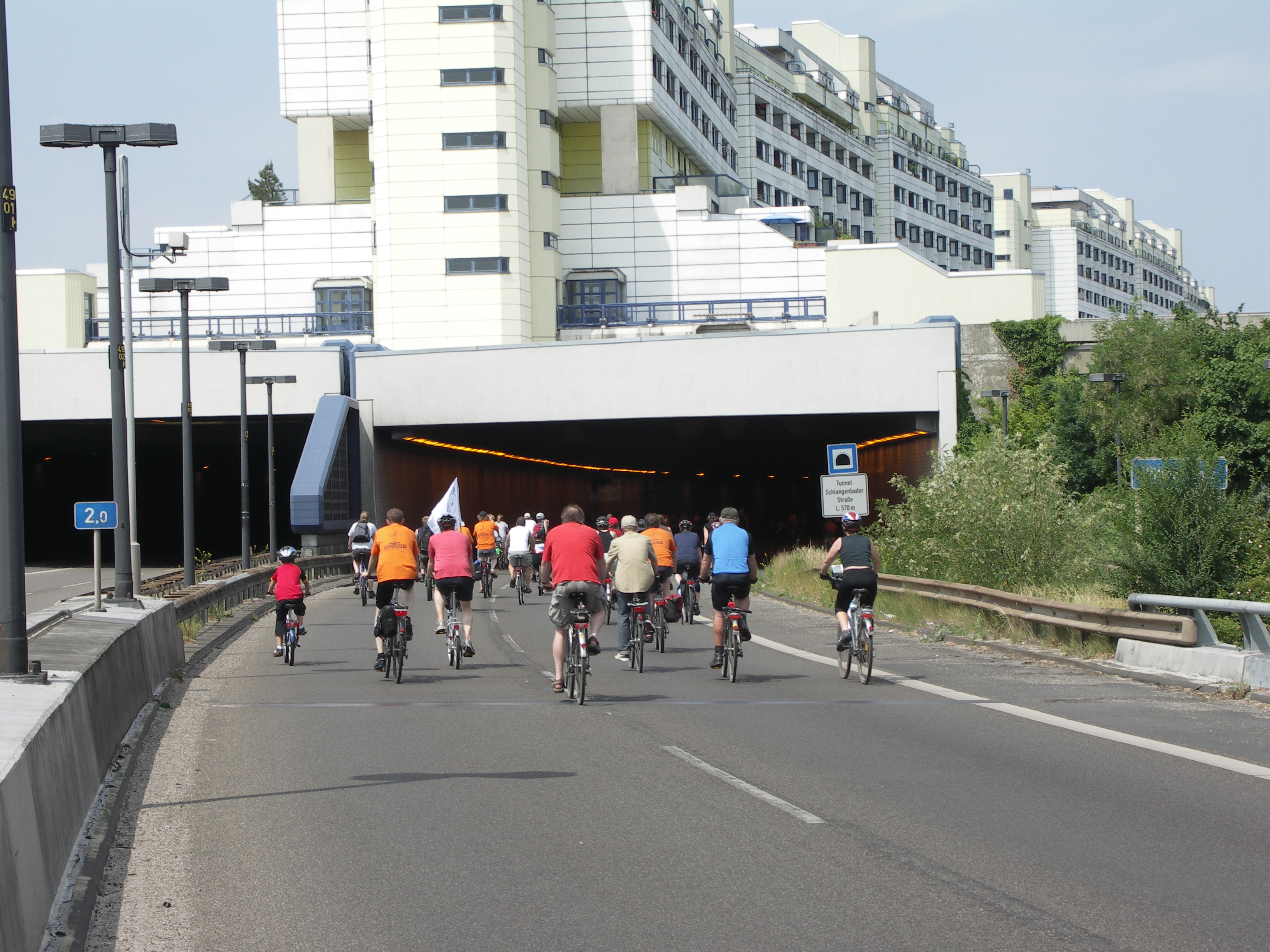
Fahrradsternfart 2008, cyklister på motorvägen A104 i Berlin.

ADFC är officiell remissinstans i många tyska kommuner vid vissa typer av byggarbeten. Föreningen genomför även stöldskyddsmärkning samt uppmuntrar arbetsgivare att underlätta cykelpendling av hälso- och miljöskäl, exempelvis genom att tillhandahålla omklädningsrum och duschar på arbetsplatsen.
Organisationen ger ut en broschyr för cykelturism i Tyskland, och lokalavdelningarna organiserar lokala cykelturer och guider. Sedan 2006 bedriver man kvalitetsmärkning och certifiering av cykelturistleder.
ADFC ger även ut cykelkartor, både på nationell och regional nivå, samt ger ut tidningen Radwelt. ADFC Berlin organiserar årligen Fahrradsternfahrt, som enligt egna uppgifter är värdens största cykeldemonstration.